# Park Jordanowski w Radlinie
Park Jordanowski w Radlinie – park w Radlinie, o powierzchni ok. 7 hektarów, położony w centralnej części miasta, na terenach dawnej kopalni „Reden” i dawnych boisk lekkoatletycznych. Park znajduje się na trasie z Radlina do Rydułtów.

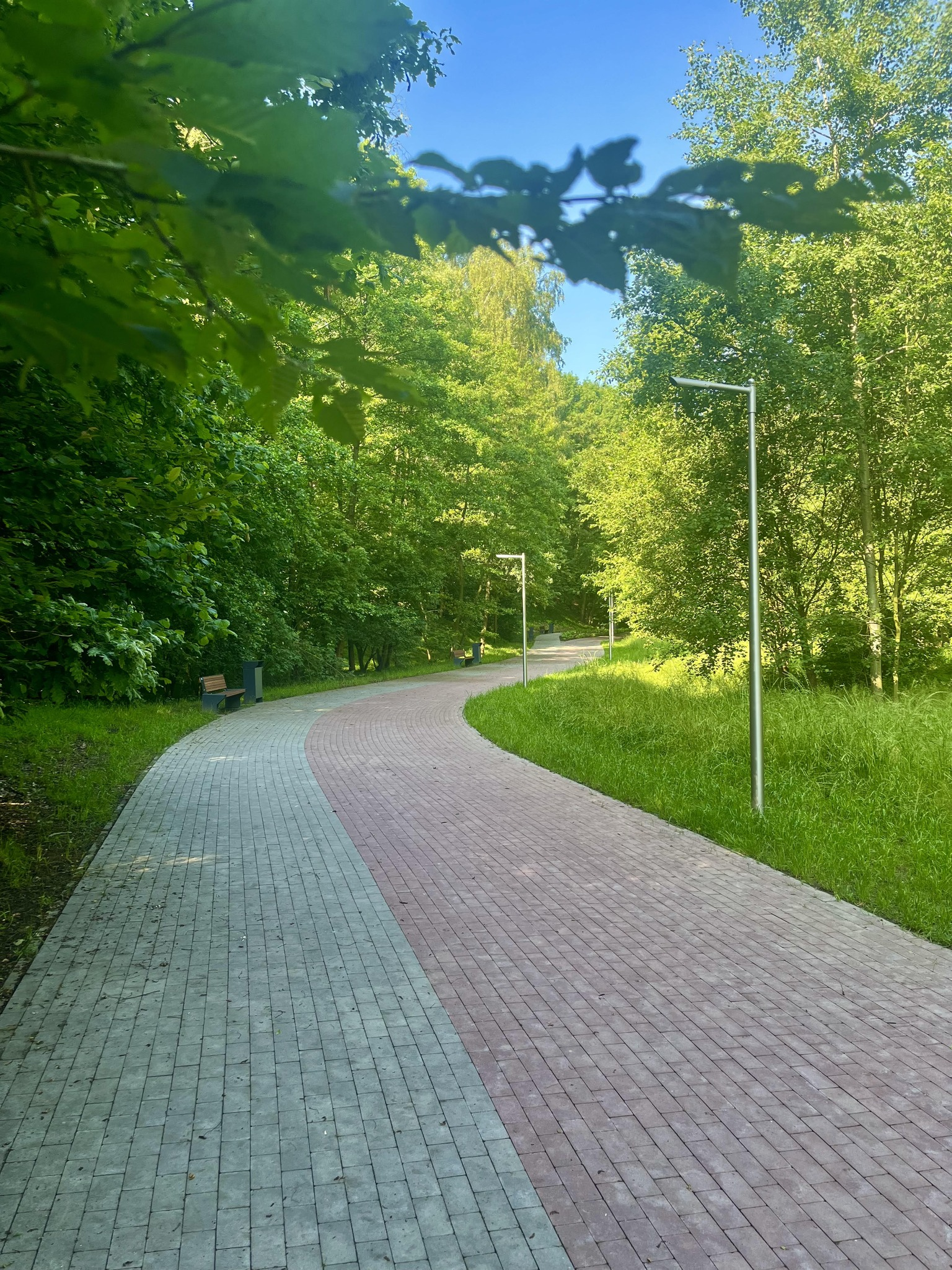
Park Jordanowski w Radlinie

## Charakterystyka
Park Jordanowski powstał w okresie 2023-2024, na terenie dawnego terenu parkowego wokół pomnika upamiętniającego tragedię szybu „Reden” w Radlinie oraz terenu dawnego boiska lekkoatletycznego, które powstało dla lokalnego koła „Sokoła”. Oficjalne otwarcie nastąpiło 24 maja 2024 roku. Park posiada trakt pieszo-rowerowy, od ul. Hallera w centrum Radlina, aż do Pomnika Ofiar Szybu Reden. W ramach parku funkcjonuje także tor rolkarski, widownia oraz dwa mini-boiska. Park został stworzony według koncepcji tzw. ogrodów jordanowskich dr. Henryka Jordana, aby łączyć funkcje sportowe, oraz edukację historyczną.